# Pedro Fernandes de Queirós
Pedro Fernandes de Queirós (in spagnolo: Pedro Fernández de Quirós; Évora, 1563 – Panama, 1614) è stato un navigatore ed esploratore portoghese al servizio della Spagna.
È noto soprattutto per aver guidato diverse spedizioni spagnole di esplorazione nell'Oceano Pacifico, in particolare quella del 1595-1596 con Álvaro de Mendaña y Neira, e per la spedizione del 1605-1606 che attraversò il Pacifico alla ricerca della Terra Australis.

## Primi anni
Queirós (o Quirós, come firmava) nacque a Évora, in Portogallo, nel 1563. Poiché dal 1580 le monarchie portoghese e spagnola erano state unificate sotto il re di Spagna (in seguito alla vacanza del trono portoghese, durata sessant'anni fino al 1640, quando fu restaurata la monarchia portoghese), Queirós entrò al servizio della Spagna da giovane e divenne un marinaio e navigatore esperto.
Nell'aprile 1595 si unì ad Álvaro de Mendaña y Neira nella sua spedizione per colonizzare le Isole Salomone, servendo come pilota principale. Dopo la morte di Mendaña nell'ottobre 1595, si attribuisce a Queirós il merito di aver assunto il comando e di aver salvato l'unica nave superstite della spedizione, arrivando nelle Filippine nel febbraio 1596. Isabel Barreto, moglie di Mendaña, accompagnava la spedizione e fu accusata di aver causato il malumore dell'equipaggio per il suo egoismo e la sua disciplina rigida.

## La ricerca dellaTerra Australis

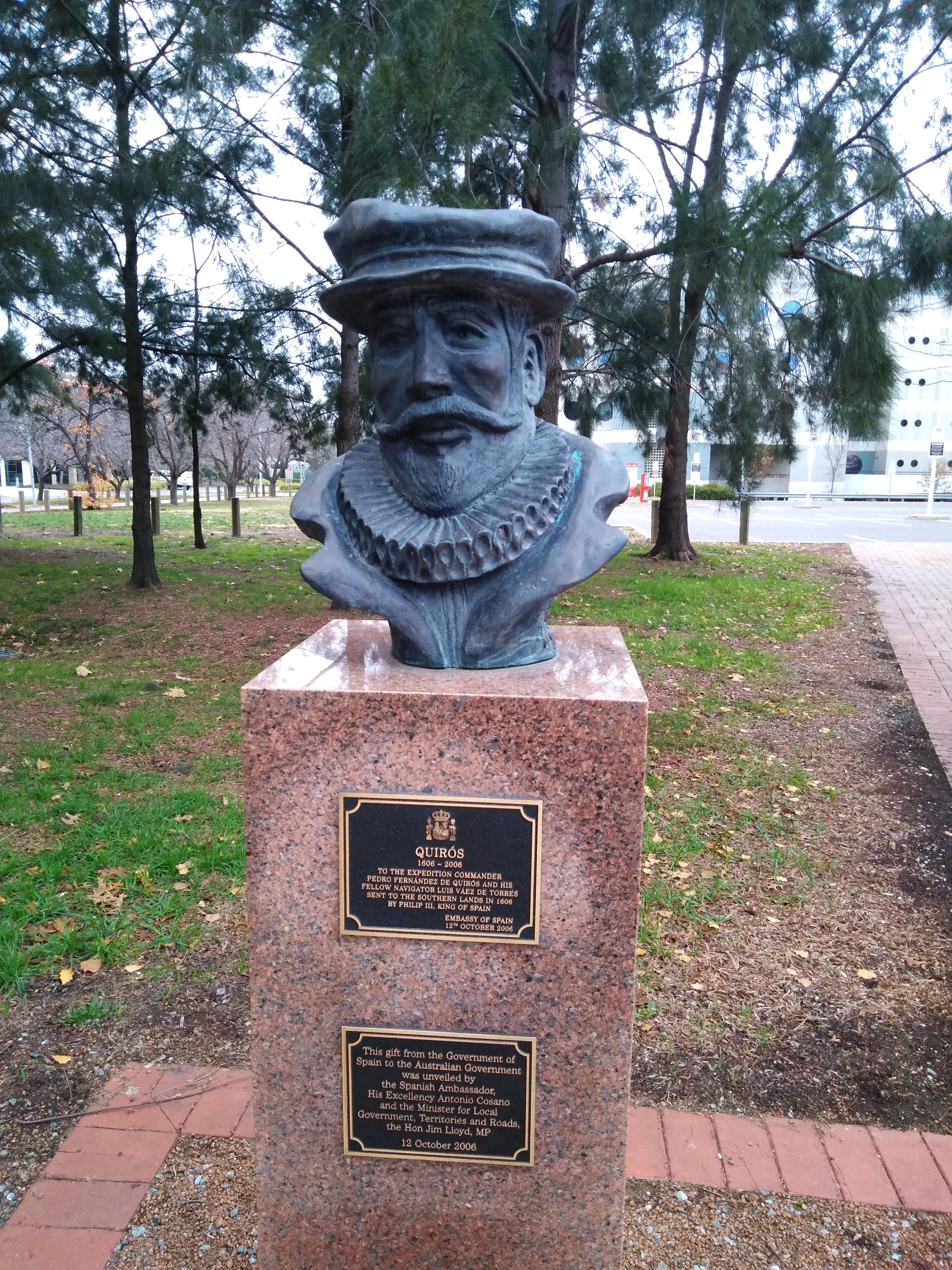
Scultura a Canberra

Queirós trascorse diciotto mesi nelle Filippine, ma tornò in Spagna nel 1598, passando per il Messico. Al suo ritorno in Spagna, presentò una petizione al re Filippo III per ottenere il sostegno a un'altra spedizione nel Pacifico, sperando di trovare un grande continente meridionale da rivendicare per la Spagna. Cattolico devoto, Queirós si recò anche a Roma nel 1600, dove ottenne l'appoggio del papa Clemente VIII per nuove esplorazioni. Impressionò profondamente l'ambasciatore spagnolo a Roma, il duca di Sessa, che lo descrisse come «un uomo di buon giudizio, esperto nella sua professione, laborioso, riservato e disinteressato». Durante il soggiorno a Roma Queirós scrisse anche il suo Trattato di Navigazione, sotto forma di lettera al re, rafforzando ulteriormente la sua reputazione di navigatore, e inventò due strumenti di navigazione.
Nel marzo 1603, Queirós ottenne finalmente l'autorizzazione a tornare in Perù per organizzare una nuova spedizione, con l'intento di trovare la Terra Australis, la mitica «grande terra del sud», e rivendicarla per la Spagna e la Chiesa. Queirós fece naufragio nelle Indie Occidentali, ma riuscì a raggiungere il Perù nel marzo 1605. Il gruppo di Queirós, formato da 160 uomini su tre navi – la San Pedro y San Pablo (150 tonnellate), la San Pedro (120 tonnellate) e il piccolo battello di appoggio Los Tres Reyes – lasciò Callao il 21 dicembre 1605.
Nel gennaio 1606, la spedizione raggiunse Henderson Island e Ducie Island, poi Rakahanga (Isole Cook settentrionali) e le Isole Buen Viaje (Butaritari e Makin) nell'attuale nazione di Kiribati. È probabile che la spedizione abbia avvistato anche Tahiti e altre isole dell'arcipelago delle Tuamotu. Queirós mancò di poco le Marchesi, così come la Nuova Zelanda, a causa di una modifica dell'itinerario programmato.

L'«Australia del Espíritu Santo» spagnola

Nel maggio 1606, la spedizione raggiunse le isole poi chiamate Nuove Ebridi e oggi note come Stato indipendente di Vanuatu. Queirós sbarcò su una grande isola che ritenne parte del continente meridionale, chiamandola Australia del Espíritu Santo. Nei suoi memoriali stampati, in particolare nell'Ottavo (pubblicato in Italia, Olanda, Francia, Germania e Inghilterra), questo nome fu modificato in Austrialia del Espíritu Santo («La Terra Australe dello Spirito Santo»), un gioco di parole su «Austria», in onore di re Filippo III, della Casa d'Asburgo o «d'Austria» in spagnolo. L'isola si chiama tuttora Espiritu Santo. Qui Queirós dichiarò l'intenzione di fondare una colonia, da chiamarsi Nova Jerusalem. Sembra che identificasse l'Australia/Austrialia del Espíritu Santo con la vasta estensione settentrionale del continente australe che la unirebbe alla Nuova Guinea, come raffigurato in mappe come quelle di Gerard de Jode e Petrus Plancius. Infatti, come affermò nel suo Decimo Memoriale (pagina 5): «La Nuova Guinea è l'estremità superiore della Terra Australe di cui tratto».
Il fervore religioso di Queirós si espresse anche con la fondazione di un nuovo Ordine di Cavalleria, i Cavalieri dello Spirito Santo. Lo scopo dell'Ordine era proteggere la nuova colonia. Tuttavia, nel giro di poche settimane l'idea della colonia fu abbandonata a causa dell'ostilità dei Ni-Vanuatu e dei dissidi tra l'equipaggio.
Dopo sei settimane le navi di Queirós salparono per esplorare la costa. Nella notte dell'11 giugno 1606, Queirós, sulla San Pedro y San Pablo, si separò dalle altre navi a causa del maltempo e non fu più in grado (o così dichiarò in seguito) di tornare all'ancoraggio sicuro di Espiritu Santo. In realtà, l'equipaggio si ammutinò, sfruttando le condizioni di vento sfavorevoli come pretesto. Il capitano della San Pedro y San Pablo, Diego de Prado, già consapevole dei piani dell'equipaggio, era passato sulla nave di Torres, così come il chirurgo della spedizione. La nave di Queirós, con il comandante relegato nella sua cabina, fece quindi vela verso Acapulco, in Messico, dove giunse nel novembre 1606. Nella versione di Diego de Prado, fortemente critica nei confronti di Queirós, si attribuisce l'abbandono alla ribellione e alla cattiva leadership di Queirós.
Due settimane dopo, il suo secondo in comando, Luis Váez de Torres, dopo averlo cercato inutilmente e ritenendo che Queirós (o piuttosto l'equipaggio della sua nave) avesse deciso di proseguire per conto proprio, lasciò Espiritu Santo. Torres raggiunse con successo Manila, centro delle Indie orientali spagnole, nel maggio 1607, dopo aver cartografato la costa meridionale della Nuova Guinea e attraversando così lo stretto che oggi porta il suo nome, tra Australia e Nuova Guinea. Torres ignorava di essere passato così vicino alla costa settentrionale dell’Australia, appena oltre l'orizzonte rispetto alla sua rotta.

## Ultimi anni
Pedro Fernandes de Queirós tornò a Madrid nel 1607. Considerato un eccentrico, trascorse i successivi sette anni in povertà, scrivendo numerosi resoconti del suo viaggio e supplicando il re Filippo III di finanziare una nuova spedizione, inviando al sovrano oltre 65 lettere nel corso di sette anni. Alla fine fu inviato in Perù con lettere di sostegno, ma il re non aveva alcuna reale intenzione di finanziare un'altra spedizione, poiché il consiglio reale temeva che la Spagna non potesse permettersi nuove scoperte nel Pacifico. Queirós morì durante il viaggio, a Panama, nel 1614. Si era sposato a Madrid nel 1589 con Doña Ana Chacón de Miranda; la coppia ebbe un figlio e una figlia. Il figlio, Lucas de Queirós, che partecipò alla spedizione del 1605, fu nominato Alférez Real e divenne un noto cosmografo a Lima.

## Resoconti del viaggio di Queirós
Esistono numerosi documenti che descrivono i viaggi di Queirós e Torres tuttora conservati. I più significativi sono:
- i numerosi Memoriali che Queirós inviò in seguito al re Filippo III riguardanti il viaggio;[14]
- la lettera di Torres al re di Spagna del 12 luglio 1607;[15]
- il resoconto di Diego de Prado[16] e quattro carte della Nuova Guinea;[17]
- il memoriale di Juan Luis Arias de Loyola a re Filippo IV (scritto intorno al 1630 e basato su conversazioni tra Queirós e Loyola).[18]

Il 1617 potrebbe essere la data della prima traduzione inglese di uno dei memoriali di Queirós, pubblicata come Terra Australis Incognita, or A New Southerne Discoverie. Un breve resoconto del viaggio e delle scoperte di Queirós fu pubblicato in inglese da Samuel Purchas nel 1625 in Haklvytvs posthumus, or, Pvrchas his Pilgrimes, vol. iv, pp. 1422-1432. Anche questo resoconto sembra essere basato su una lettera che Queirós inviò al re nel 1610, l'ottava sull'argomento.
Tra il 1762 e il 1765, i resoconti scritti della spedizione Queirós-Torres furono visionati dall'idrografo dell'Ammiragliato britannico Alexander Dalrymple. Dalrymple fornì una mappa schematica che comprendeva i viaggi di Queirós e Torres a Joseph Banks, il quale sicuramente passò queste informazioni a James Cook.

### Memoriali
Queirós inviò almeno 50, e forse fino a 65, memoriali al re tra il 1607 e il 1614. Sebbene la maggior parte fossero manoscritti, Queirós pagò per farne stampare quattordici, che presentò personalmente al sovrano. Si sa che copie di tredici di questi memoriali sono sopravvissute. Gli studiosi hanno numerato questi memoriali in modi diversi, in base ai documenti disponibili per lo studio e a quelli pubblicamente conosciuti all'epoca. Il 1617 potrebbe essere la data della prima traduzione inglese di uno dei memoriali di Queirós, pubblicata come Terra Australis Incognita, or A New Southerne Discoverie. Un breve resoconto del viaggio e delle scoperte di Queirós fu pubblicato in inglese da Samuel Purchas nel 1625 in Haklvytvs posthumus, or, Pvrchas his Pilgrimes, vol. iv, pp. 1422-1432. Anche questo resoconto sembra basarsi su una lettera che Queirós inviò al re nel 1610, l'ottava sull'argomento.
La tabella seguente riassume i memoriali, includendo i sistemi di classificazione utilizzati da quattro diversi studiosi: Celsus Kelly nel 1965, Frances Mary Hellessey Dunn nel 1961, Justo Zaragoza nel 1876 e Phyllis Mander-Jones nel 1930.
| Titolo | Data                       | Dunn  | Kelly  | Zaragoza | Mander-Jones | Note |
| --- | -------------------------- | ----- | ------ | -------- | ------------ | --- |
| Señor : PEDRO Fernandez Quiros digo: Que gouernãdo el Peru el Marques de Cañete el año de 1595... | Dicembre 1607              | 1607A | 552    | I        | Z1           | Nel memoriale del febbraio 1608, Queirós si riferisce a un memoriale inviato nel dicembre 1607. Una copia sopravvissuta di questo memoriale è stata venduta da un collezionista privato nel 2019.                           |
| Señor : el capitan Pedro Fernandez de Quiros, digo : que para descubrir la parte incognita del Sur ... | Febbraio-Marzo 1608        |       | 554    |          |              | Qui Queirós descrive la spedizione del 1605-1606 e elenca alcune richieste per fondare un insediamento. |
| Señor : el capitan Pedro Fernandez de Quiròs : despues q puse en pratica el descubrimiento de las tierras incognitas del Sur ... | Agosto 1608                | 1609F | 564    |          |              | In questo memoriale Queirós risponde a cinque obiezioni contro la fondazione di una colonia nella Terra Australis. |
| Senor : el capitan Pedro Fernandez de Quiros, que por mãdado de V. M. ... | Novembre 1608              |       | 569    |          |              | In questo memoriale Queirós espone cinque ragioni per fondare una colonia nella Terra Australis. |
| Señor : el capitan Pedro Fernandez de Quiros, con este son ocho los memoriales que a V.M. he presentado en razon de las poblacion q se deue hazer en las tierras que V.M. mandò que descubriesse en la parte Austral incognita ...                                  | Dicembre 1608-Gennaio 1609 | 1609A | 573    | K        | Z2           | Queirós descrive le terre visitate durante le sue spedizioni e i popoli incontrati. |
| Señor : ya he dicho a V. Magestad que de la parte del Sur, esta oculta la quarta parte del globo ... | Gennaio 1609               | 1609B | 612    | L        | Z3           | Qui Queirós descrive altre isole della regione. |
| Señor : el capitan Pedro Fernandez de Quiros : suplico a V.M. sea seruido ... | 1609                       | 1609E | 644    |          |              | Queirós paragona i suoi viaggi e il progetto di insediamento in Terra Australis con la colonizzazione spagnola delle Americhe.                                                                                              |
| Señor : el capitan Pedro Fernandez de Quiros : de mostrar V.M. al mundo, quanto dessea, y procura la mas honra y gloria de Dios nuestro señor, en la poblacion que V.M. mãda q yo vaya a hazer, en las tierras q de la parte Austral por orden de V.M. descubri ... | Gennaio 1610               | 1610A | 653    | P        |              | Questo memoriale fu il primo a essere tradotto in altre lingue, dopo essere stato distribuito oltre la corte spagnola. In esso, Queirós chiede ulteriori risorse e un sussidio economico, dichiarando di vivere in povertà. |
| Señor : el capitan Pedro Fernádez de Quiros : de mostrar V.M. al mundo, quanto dessea, y procura la mas honra y gloria de Dios nuestro señor, en la poblacion que V.M. mãda q yo vaya a hazer, en las tierras q de la parte Austral por orden de V.M. descubri ...  | Febbraio-Marzo 1610        | 1610A | 654    |          | Z6           | Queirós spiega come verranno spesi i 500.000 ducati richiesti per la spedizione e descrive i preparativi per la spedizione precedente.                                                                                      |
| Señor : el Capitan Pedro Fernandez de Quiros : V.M. ordena y manda a su Consejo de Indias que me despachos a mi satisfacion para que el Virrey del Piru me de lo que fuere menester a la poblacion de las tierras Australes adonde V.M. se sirue mandarme ir.       | Ottobre 1610               | 1610B | 667/77 | Q        | Z7           | In questo memoriale Queirós riassume i memoriali precedenti e ripete la richiesta di finanziamenti. |
| Señor : el capitan Pedro Fernandez de Quiros : cincuenta meses ha que estoy en esta Corte, suplicande a V.M. se sirua mandar me vaya a poblar las tierras que V.M. me mandò descubrir.                                                                              | Novembre-Dicembre 1611     | 1611  | 709    | S        | Z8           | Queirós lamenta di aver trascorso ormai oltre quattro anni a corte in attesa di permessi e finanziamenti per la spedizione.                                                                                                 |
| Señor : el capitan Pedro Fernandez de Quiros : la parte incognita Austral es justamente quarta del Globo, sin saberse si es tierra, o si es agua, o que partes tiene de las dos ...                                                                                 | 1612                       | 1612A | 711    |          | A1           | Queirós, essendogli stato detto dal re di attendere un anno, osserva che tale periodo è trascorso e illustra nuovamente i suoi progetti.                                                                                    |
| Señor : capitan Pedro Fernandez de Quiros : V. Wagestad me mandò despachar dos vezes, la sequnda a mi satisfacion, juntamente esperar un año y son passados casi dos ...                                                                                            | Gennaio 1613               | 1612B | 732    |          |              | In questo memoriale Queirós lamenta di essere ormai in attesa da sei anni a corte. Illustra diverse idee per il finanziamento della spedizione e supplica il re di prenderle in considerazione.                             |
| Señor : el capitan Pedro Fernandez de Quiros, a V.M. pido licencia para quexarme ... | 1614                       |       |        |          |              | Queirós continua a esprimere la sua frustrazione per la mancata risposta del re alle sue richieste. Questo è l’ultimo memoriale stampato conosciuto.                                                                        |

## Teoria secondo cui Queirós avrebbe scoperto l'Australia
Nel XIX secolo, alcuni cattolici australiani sostennero che Queirós avesse in realtà scoperto l'Australia, anticipando i protestanti Willem Janszoon, Abel Tasman e James Cook. L'arcivescovo cattolico di Sydney dal 1884 al 1911, Patrick Francis Moran, affermò che questo fosse un fatto, e per molti anni fu insegnato nelle scuole cattoliche. Egli sosteneva che il vero sito della «Nuova Gerusalemme» di Queirós si trovasse vicino a Gladstone, nel Queensland, supportando questa tesi con alcuni elementi delle descrizioni fornite da Queirós sulle terre da lui scoperte, come la sua affermazione secondo cui «la sua lunghezza è pari a tutta l'Europa e l'Asia Minore fino al Caspio e alla Persia, con tutte le isole del Mediterraneo e l'oceano che la circonda, incluse le due isole d'Inghilterra e Irlanda. Quella parte nascosta è il quarto angolo del mondo».

## Queirós nella letteratura moderna
Sulla scia di questa tradizione, il poeta australiano James McAuley (1917-1976) scrisse un poema epico intitolato Captain Quiros (1964), in cui rappresentò Queirós come un martire della civiltà cristiana cattolica (sebbene non riprese la tesi della scoperta dell'Australia). Le forti connotazioni politiche del poema fecero sì che fosse accolto freddamente in un periodo in cui la politica australiana era ancora fortemente influenzata dal settarismo cattolico-protestante.
Lo scrittore australiano John Toohey ha pubblicato nel 2002 un romanzo intitolato Quiros.
Lo scrittore britannico Robert Graves descrisse la spedizione del 1595 nel suo romanzo storico Le isole senza saggezza, scritto nel 1949. Nell'introduzione descrive le sue fonti.

## Omonimia
La cannoniera della marina spagnola Quirós, varata nel 1896, fu così chiamata in onore di Queirós, usando la grafia spagnola del suo cognome. Dopo essere stata venduta agli Stati Uniti, mantenne il nome come  USS Quiros durante il servizio nella marina statunitense dal 1900 al 1923.

## Nella cultura popolare
Queirós è stato il protagonista dell'opera televisiva Quiros, composta nel 1982 dall'australiano Peter Sculthorpe. Sculthorpe successivamente rielaborò l'opera in un oratorio del 2013 intitolato The Great South Land, presentato in anteprima al Canberra International Music Festival.
Queirós viene menzionato nel film del 1976 King Kong come colui che avrebbe scoperto Skull Island e incontrato Kong dopo essere stato spinto a sud da Tematagi nel 1605.
Queirós dà il nome a numerose stazioni spaziali nel videogioco del 2014 Elite Dangerous.